# Bankendorf
Bankendorf ist ein Ortsteil von Gremersdorf im Kreis Ostholstein in Schleswig-Holstein mit etwa 15 Einwohnern.

## Geografie
Das adelige Gut Bankendorf liegt etwa sechs Kilometer nordöstlich von Oldenburg in Holstein zwischen der Kreisstraße 41 von Oldenburg in Holstein nach Heiligenhafen und der A1.
Die Ostsee mit dem Kembser Strand liegt etwa 3 km in nördlicher Richtung.

## Geschichte

### Erste urkundliche Erwähnungen
1332 bestätigten Giselbert, Gerhard und Johannes, Grafen von Holstein, den Verkauf von Bowerkendorpe im Lande Oldenburg von Seiten des Lübeckischen Bürgers Hermann Warschau an das Domkapitel zu Lübeck.
Am 8. Juni 1332 beurkundeten Bischof Heinrich von Lübeck und das Domkapitel zu Lübeck die Stiftung einer halben Dompräbende durch den Lübecker Bürgermeister Bruno von Wahrendorf. Diese Domherren-Präbende dotierte Bischof Heinrich mit dem aus acht Hufen bestehenden Dorfe Bowerkendorpe. 1374 wurde diese Präbende noch durch eine Vikarienstelle an der Lübecker Petrikirche verbessert, indem das Dorf Johannistorpe, welches für ein Legat des Johann von Wahrendorp von der Familie von Breyde erworben worden war, hinzugelegt wurde.
Im Lübecker Zehntregister von 1433 wurden in Bowerkendorpe acht Pflüge verzeichnet.
Über 130 Jahre verblieb Bankendorf in kirchlichem Besitz. „Im Jahre 1464 nahm das Lübecker Domkapitel eine Arrondierung ihres Streubesitzes im Lübecker Raum vor. Da die Besitzungen im Oldenburger Land sehr zerstreut lagen und eine intensive Aufsicht und Beschützung der Dorfbewohner von dem weit abgelegenen Lübeck durch eigene Leute in Frage gestellt war, mag das Domkapitel erwogen haben, einen großen Tausch mit Wulf von Pogwisch und Lemmeke von Buchwaldt auf Widöl, Kirchspiel Travemünde, vorzunehmen.“
Das Domkapitel erwarb von Lemmeke von Buchwaldt den Hof Widöl mit Warnsdorf, halb Teutendorf, Brodten, Grammersdorf, Niendorf sowie Anteilen an Sarkwitz und Pansdorf sowie die Mühle in Kücknitz und Wulf von Pogwisch erhielt dafür die Kapitelsdörfer Wasbuck, Ehlerstorf, Johannisdorf, Sebent, Dannau, Bankendorf, Klaustorf, Süssau sowie Anteile an Harkendorf und Görtz. „Wulf hat sich mit Lemmeke von Buchwald kaufweise vertragen, dazu hat Lemmeke 1000 Mark Lübsch erhalten. Lemmeke von Buchwaldt war scheinbar Wulf von Pogwischs Schwiegervater.“
Besiegelt wurde der Vertrag am 31. Dezember 1463 im Eutiner Schloss. Anwesend waren Bischof Arnold, Klaus Rantzau (Schack Rantzaus Sohn), Detlev und Klaus von Buchwaldt (Detlev Buchwaldts Söhne), die Lübecker Domherrn Detleff Hoyer, Johan van Mynden, Alberd Crummediick und Wolmer Wolmers für das Domkapitel und Lemmeke von Buchwaldt (Klaus Buchwaldts Sohn) sowie Wulf Pogwisch (Wulf Pogwischs Sohn) als Vertragspartner des Kapitels.
König Christian I. von Dänemark genehmigte diesen Vertrag am 25. März 1464.
Am 25. März 1464 wird Bankendorf als Bouwerkendorpe erwähnt als es in den Besitz von Wulff Pogwisch geht. Auf ihn folgen 1474 der Sohn und 1500 der Enkel gleichen Namens.

### Weitere Besitzer
- 1557 Otto von der Wisch
- 1609 Claus von der Wisch
- 1621 Otto von der Wisch
- 1629 Anna von der Wisch

Für die kommenden acht Jahrzehnte bleiben die Besitzer von Bankendorf im Dunkeln. Lediglich der frühere Verwalter auf Ehlerstorf Peter Hartmann, verheiratet mit Christine Dömse, wird 1679 als Pensionarius (Pächter) auf Einhaus und Bankendorf genannt.
Der Sage nach soll eine Feuersbrunst auf Bankendorf sämtliche Gebäude zerstört und der damalige Besitzer aus Mangel an Vermögen den Wiederaufbau unterlassen haben. (Schröder, Schröder/Biernatzki, Oldekop, Böttcher)
Später ist Bankendorf zu Putlos gekommen und als Meierhof genutzt worden. (Böttcher)
- 1720 Hans von Rantzau (1689–1744), ist der letzte Besitzer, dem Putlos gemeinsam mit Seegalendorf gehört. Er verkaufte im Jahre 1720 Putlos, erst von hier ab beginnt die eigenständige Geschichte von Seegalendorf. Es ist zunächst ein sehr umfangreicher Besitz, außer dem Haupthof Seegalendorf selber gehört dazu das Nebengut Bankendorf, das gleichfalls die Gerechtsame eines Adeligen Gutes besitzt, ferner der Meierhof Friedrichsthal, die Seegalendorfer Mühle, das Dorf Jahnhof und viele weitere Einzelstellen.[19]
- 1744 Friedrich von Rantzau (1710–1780)[20]
- 1746 Detlef Christian von Rumohr (1697–1764)[21]
- 1764 Friedrich von Rumohr (1728–1800) verkaufte Seegalendorf und Bankendorf 1785 an Christina Wilhelmine Elisabeth Schwerdtfeger (1750–1816)[22] für 73.000 Reichstaler.[23]

Mit Demoiselle Wilhelmine Schwerdtfeger erscheint eine Frau in Ostholstein, deren Andenken bis heute nicht vergessen ist. Die Familie Schwerdtfeger stammt ursprünglich aus Sievershausen im Kreis Einbeck in Niedersachsen. Wilhelmines Vater Jost Hinrich Schwerdtfeger (1715–1760), um 1740 nach Holstein gekommen, stand als Holzvogt und Förster in den Diensten des Königlich Dänischen Geheimen Conferenzraths Wulf Hinrich von Thienen (1721–1809) auf Güldenstein. Ein kinderloser Bruder von Jost Hinrich Schwerdtfegers Frau, Gottlieb von Borries, hatte sich ein großes Vermögen durch Teeplantagen in Surinam in Niederländisch-Guayana erworben und dieses seiner Nichte Wilhelmine Schwerdtfeger vererbt. Das Vermögen wurde auf 1.290.000 Holländische Gulden geschätzt, zu damaligen Zeiten eine ungeheure Summe. Wilhelmine Schwerdtfeger war eine Persönlichkeit von eminenter Tatkraft und stand von Jugend an zu dem Geheimen Conferenzrath von Thienen in freundschaftlichen Beziehungen, die bis zu seinem Tode im Jahre 1809 fortbestanden haben. Zusätzlich zu Seegalendorf und Bankendorf erwarb sie aus dem riesigen Besitz des Wulf Hinrichs von Thienen 1798 die adeligen Güter Wensin, Travenort und Müssen. 1805 kaufte sie Bürau hinzu. Sie selber war nicht verheiratet, war aber dadurch in den Stand gesetzt, für die zahlreiche Verwandtschaft entsprechend zu sorgen. Soweit ihre Brüder und Neffen keine Güter erhalten konnten, wurden sie mit größeren Geldlegaten abgefunden.
Seegalendorf ging mit Bankendorf nach ihrem Tode im Jahre 1816 zunächst über auf ihren jüngeren Bruder Ernst Wilhelm Schwerdtfeger (1757–1830). Ihm folgten
- 1830 Otto Friedrich Schwerdtfeger (1788–1875)[26]
- 1875 Wilhelmina Johanna Sophie Beckmann, geb. Schwerdtfeger (1830–1905)[27]
- 1897 Otto Carl Friedrich Beckmann (1854–1904)[28]
- 1904 Olga Luise Auguste Paarmann, geb. Beckmann (1881–1947)

Olga Paarmann verkaufte Bankendorf 1905 an Ernst Nikolaus Adolf Klinkhamer (1864–1951) aus Kembs, nachdem ihr Ehemann Hans Paarmann 1904 das Gut Löhrstorf in der Gemeinde Neukirchen erworben hatte. Adolf Klinkhamer ließ unter anderem 1907 das heutige Herrenhaus durch den Oldenburger Architekten Richard Ernst errichten. „Der schlichte Putzbau mit neoklassizistischen Stilelementen ist gegliedert in einen blockförmigen zweigeschossigen Mittelbau unter hohem Walmdach und kurze, eingeschossige Flügel, die etwas zurückspringen und zu den Seiten große Zwerchhäuser ausbilden.“
Bankendorf verbleibt für drei Generationen in der Familie Klinkhamer. Seit 1986 hatte es wechselnde Besitzer.
Seit 1. April 1937 ist Bankendorf Teil der Gemeinde Gremersdorf.

## Entwicklung des Namens
| Entwicklung des Namens |                                                     |
| Jahr                   | Name                                                |
| 1322                   | Villam Bowerkendorpe                                |
| 1322                   | Villam dictam Bowerkendorpe                         |
| 1433                   | Bowerkendorpe                                       |
| 1464                   | Bouwerkendorpe                                      |
| 1607                   | tho Bakendorp                                       |
| 1608                   | zu Boickendorff, Meyerguet Bowkendorf               |
| 1609                   | Meyerhoff zu Boickendorff, Meyerhaues Banckendörpff |
| 1631                   | Guet Backendorff                                    |
| 1634                   | Gut Banckendorf                                     |
| 1649                   | Bauckendorp                                         |
| 1651                   | Bauckedorp                                          |
| 1652                   | Bouckendorp Hoff                                    |
| 1855                   | adl. Gut Bankendorf                                 |